# Sue-Jur
Der Sue-Jur ist der Quellfluss des Bahr al-Ghazal im Westen Südsudans.

## Namensgebung
Im Oberlauf wird er Sue (auch Swe, Swue oder Souch) genannt, im Unterlauf dann Jur. Die genaue Namensgrenze ist nicht bekannt.

## Verlauf
Der Fluss entspringt in der Bergregion bei Yambio an der Grenze zur Demokratischen Republik Kongo, fließt dann hauptsächlich nordwärts durch das Gebiet der Dinka, unter anderem an Waw vorbei und wird beim Zusammenfluss mit dem Fluss Bahr al-Arab in der Nähe der Stadt Wang Kai, etwa 60 Kilometer südwestlich von Bentiu, zum Bahr al-Ghazal.
Der genaue Verlauf an der Mündung ist unklar. In dem flachen Gelände des Bahr al-Ghazal-Sumpfes wo sie sich vereinigen befinden sich Kanäle, die den Jur mit dem Lol verbinden bzw. die zum Bahr al-Arab führen.

## Hydrometrie
Die Durchflussmenge des Flusses wurde 82 Jahre lang (1904–1986) am Pegel Wau in m³/s gemessen.